# J. D. Salinger
Jerome David Salinger (New York, 1919. január 1. – Cornish, New Hampshire, 2010. január 27.) amerikai prózaíró, aki 1951-es The Catcher in the Rye című regényével vált világhírűvé. A mű címe magyarul rozsban a fogót jelent, ám Magyarországon Zabhegyező címen vált ismertté Gyepes Judit fordításában. Barna Imre 2015-ben újrafordította a művet a mai magyar nyelvhez igazítva, amelynek már a Rozsban a fogó címet adták. Salinger 1965-től kezdve nem publikált, 1980-tól fogva már interjút sem adott.

## Élete
Manhattanben született, lengyel zsidó apa és ír katolikus anya gyermekeként. Apja húsimporttal foglalkozott. Az ifjú Salinger Manhattan nyugati felének különböző állami iskoláit látogatta, majd a McBurney magániskolát választotta a 9. és 10. osztály elvégzéséhez. Ezután felvételt nyert a wayne-i (Pennsylvania) Valley Forge katonai akadémiára. Itteni élményeiről írta Rozsban a fogó (Zabhegyező) című regényét. A New York Egyetemet egy tengerjáró hajón kapott munka kedvéért hagyta el a második félév után. 1938-ban szülei Bécsbe küldték, hogy az apja cégénél tanuljon és fejlessze német és francia nyelvtudását. Egy hónappal az Anschluss előtt hagyta el Ausztriát. A collegeville-i (Pennsylvania) Ursinus College-ba iratkozott be, ahol egy félévet végzett el. 1939-ben a Columbia Egyetemen irodalmat hallgatott Whit Burnetnél. Ő közölte először lapjában Salinger egyik írását.
1942-ben behívták a hadseregbe, részt vett a normandiai partraszállásban, a koncentrációs táborok felszabadításában. A hadseregnél ismerte meg Ernest Hemingwayt is. Feleségül vett egy alacsony beosztású német hivatalnokot, akit magával vitt Amerikába, de kapcsolatuk néhány hónap után megromlott, Sylvia visszatért Németországba.

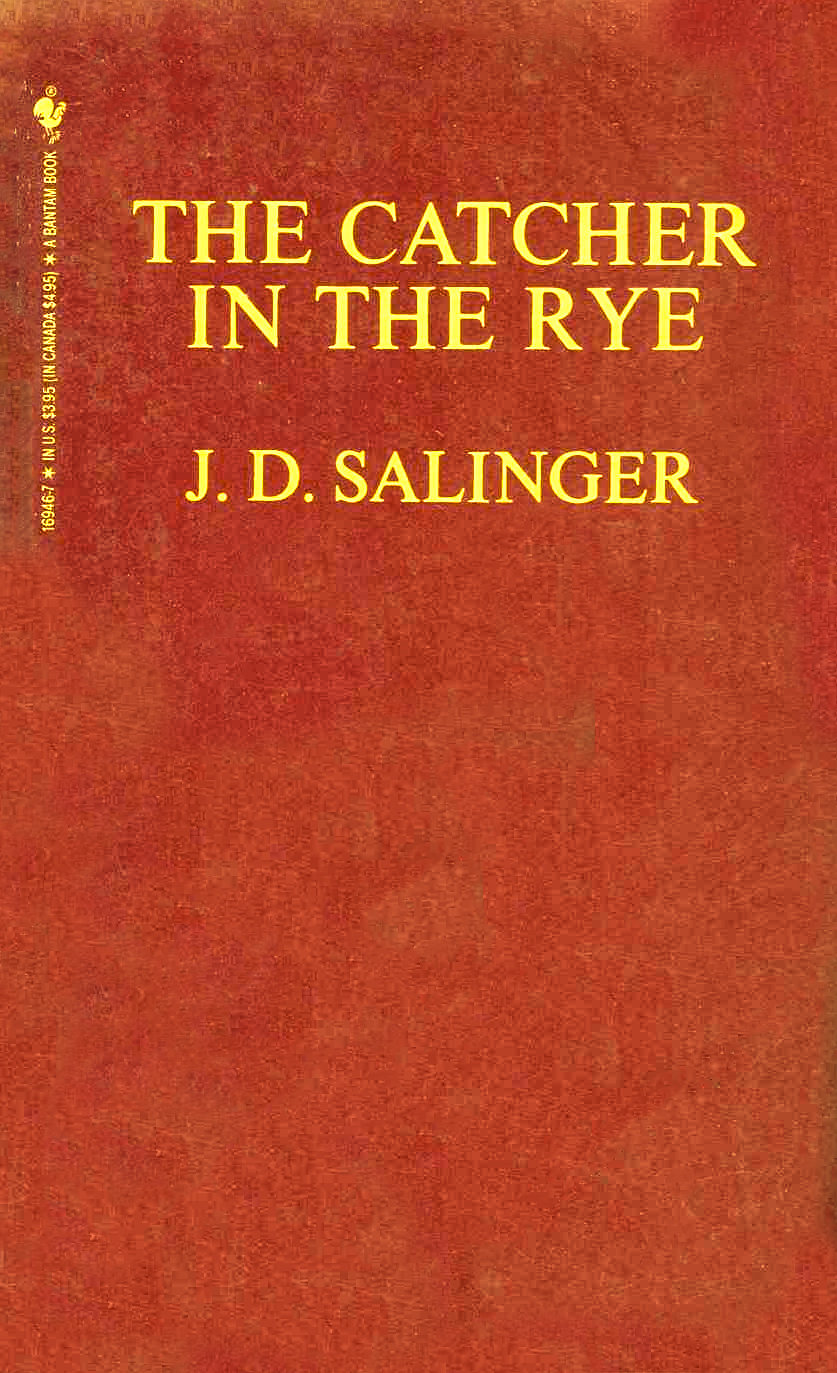
A Rozsban a fogó (Zabhegyező) 1985-ös kiadása

1948-tól a The New Yorker című újságban publikált, amely már hat évvel korábban is kért tőle írást, egy részben önéletrajzi tárgyú művét, a Slight Rebellion off Madison-t, de ezt a háború miatt csak 1946-ban jelentették meg. A Slight Rebellion off Madison-ban jelenik meg Holden Caulfield, akinek később egy egész regényt szentelt, főművét: az 1951-ben megjelent Rozsban a fogót (Catcher in the Rye, 2015 előtti magyar címén Zabhegyező). A művet szabadszájúsága miatt több országban és egyes amerikai államokban is betiltották. Napjainkban évente 250 000 példányban kel el. 
1953-ban néhány novelláját a The New Yorker-ben közölték. 1961-ben adta ki a Franny and Zooey-t, 1963-ban a Magasabbra a tetőt, ácsok és Seymour: Bemutatás című kisregényeit. 1953-ban Cornishba (New Hampshire) költözött. Egy ideig részt vett a helyi közösség és az egyetemi diákság életében, később teljesen visszavonult, majd Marlow-ba költözött. 
1955-ben összeházasodott Claire Douglas egyetemistával, aki a kedvéért abbahagyta tanulmányait. Két gyermekük született, Margaret és Matthew. A Franny and Zooey című művében Franny figurája Claire életén alapul. 1965-ben elváltak és azóta nem publikált új művet sem. 1978-ban a Newsweek felröppentette a hírt, hogy egy nagyobb, második világháborús, romantikus regény kiadására készül, azonban a hír tévesnek bizonyult.
A világtól elvonultan élt. 1972-ben egy évig viszonya volt Joyce Maynard 18 éves írónővel.
Az ezredfordulón lánya, Margaret Dream Catcher: A Memoire címmel adta ki visszaemlékezéseit, amelyben sok Salinger-legendát megcáfolt.
Az író harmadik felesége a nála negyven évvel fiatalabb Colleen O'Neill volt.

## Művei

### Könyvei

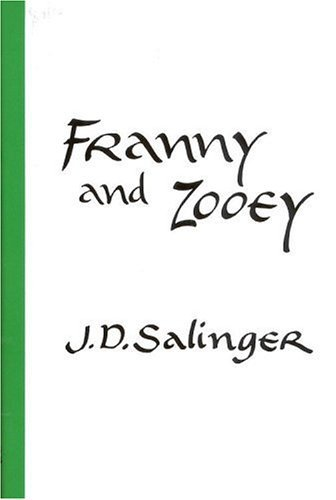
A Franny és Zooey első kiadása

- Rozsban a fogó („The Catcher in the Rye”, 1951, magyarul Zabhegyező is)
- Kilenc történet („Nine Stories”, 1953)
  - Ilyenkor harap a banánhal („A Perfect Day for Bananafish”, 1948)
  - Ficánka bácsi Connecticutban („Uncle Wiggily in Connecticut”, 1948)
  - Öt perccel az eszkimó háború előtt („Just Before the War with the Eskimos”, 1948)
  - A nevető ember („The Laughing Man”, 1949)
  - Lenn a dingiben („Down at the Dinghy”, 1949)
  - Alpári történet Esmének, szeretettel („For Esmé with Love and Squalor”, 1950)
  - Szemem zöld és csacska szám („Pretty Mouth and Green My Eyes”, 1951)
  - De Daumier-Smith kék korszaka („De Daumier-Smith's Blue Period”, 1952)
  - Teddy („Teddy”, 1953)
- Franny és Zooey („Franny and Zooey”, 1961)
  - Franny („Franny”, 1955)
  - Zooey („Zooey”, 1957)
- Magasabbra a tetőt, ácsok és Seymour: Bemutatás („Raise High the Roof Beam, Carpenters and Seymour: An Introduction”, (1963)
  - Magasabbra a tetőt, ácsok („Raise High the Roof-Beam, Carpenters”, 1955)
  - Seymour: Bemutatás („Seymour: An Introduction”, 1959)
- Három korai történet (posztumusz, 2014)
  - A fiatalok ("The Young Folks", 1940)
  - Menj fel Eddie-hez ("Go see Eddie", 1940)
  - Egyszer egy héten ki fogod bírni ("Once a Week Won’t Kill You", 1944

### Kiadott történetei
- Go see Eddie (1940)
- The Hang of It (1941)
- The Long Debut of Lois Taggett (1942)
- A Boy in France (1945)
- This Sandwich Has No Mayonnaise (1945)
- A Girl I Knew (1948)
- Slight Rebellion off Madison (1946)

### Kiadott, de antológiában nem szereplő történetei
- The Young Folks (1940)
- The Heart of a Broken Story (1941)
- Personal Notes of an Infantryman (1942)
- The Varioni Brothers (1943)
- Both Parties Concerned (1944)
- Soft Boiled Sergeant (1944)
- Last Day of the Last Furlough (1944)
- Once a Week Won’t Kill You (1944)
- Elaine (1945)
- The Stranger (1945)
- I'm Crazy (1945)
- A Young Girl in 1941 with No Waist at All (1947)
- The Inverted Forest (1947)
- Blue Melody (1948)
- Hapworth 16, 1924 (1965)

### Kiadatlan történetei
- The Ocean Full of Bowling Balls
- The Last and Best of the Peter Pans
- Two Lonely Men (1944)
- The Children's Echelon (1944)
- The Magic Foxhole (1945)

## Magyarul
- Zabhegyező; ford. Gyepes Judit; Európa, Bp., 1964
  - (Rozsban a fogó címen is)
- Zabhegyező; ford. Gyepes Judit; 2. átdolg. kiad.; Európa, Bp., 1965
- Kilenc történet; ford. Bartos Tibor et al.; Európa, Bp., 1966 (Modern könyvtár)
  - (Alpári történet Esmének, szeretettel címen is)
- Magasabbra a tetőt, ácsok! / Seymour: Bemutatás; ford. Lengyel Péter, Tandori Dezső; Európa, Bp., 1970 (Modern könyvtár)
- Franny és Zooey; ford. Elbert János, Tandori Dezső; Európa, Bp., 1970 (Modern könyvtár)
- Kilenc történet; ford. Bartos Tibor; Európa, Bp., 2014
- Három korai történet; ford. Bart István; Helikon, Bp., 2015 (Helikon zsebkönyvek)
- Rozsban a fogó; ford. Barna Imre; Európa, Bp., 2015
  - (Zabhegyező címen is)
- Alpári történet Esmének, szeretettel. Kilenc történet; ford. Bartos Tibor et al.; Európa, Bp., 2021
  - (Kilenc történet címen is)